# Nebahne Yohannès
Nebahne Yohannes fut un prétendant au titre de Roi des Rois d'Éthiopie de 1709 à juillet 1710 pendant le règne de Tewoflos. Après avoir été capturé durant une fuite, on lui coupa son nez et ses oreilles, puis on libéra.